# Tour der neuseeländischen Rugby-Union-Nationalmannschaft nach Argentinien 1985
| Tour der All Blacks nach Argentinien 1985 | Tour der All Blacks nach Argentinien 1985 | Tour der All Blacks nach Argentinien 1985 | Tour der All Blacks nach Argentinien 1985 | Tour der All Blacks nach Argentinien 1985 |
| Übersicht                                 | S                                         | G                                         | U                                         | N                                         |
| ----------------------------------------- | ----------------------------------------- | ----------------------------------------- | ----------------------------------------- | ----------------------------------------- |
| Test Matches                              | 2                                         | 1                                         | 1                                         | 0                                         |
| Sonstige Spiele                           | 5                                         | 5                                         | 0                                         | 0                                         |
| Gesamt                                    | 7                                         | 6                                         | 1                                         | 0                                         |
|                                           |                                           |                                           |                                           |                                           |
| Argentinien                               | 2                                         | 1                                         | 1                                         | 0                                         |

Die Tour der neuseeländischen Rugby-Union-Nationalmannschaft nach Argentinien 1985 umfasste eine Reihe von Freundschaftsspielen der All Blacks, der Nationalmannschaft Neuseelands in der Sportart Rugby Union. Das Team reiste im Oktober und November 1985 durch Argentinien. Während dieser Zeit bestritt es acht Spiele, darunter zwei Test Matches gegen die argentinische Nationalmannschaft. Die All Blacks gewannen sieben Spiele, während die Pumas ihnen im zweiten Test Match ein Unentschieden abrangen. Bei diesem Spiel erzielte der überragende Hugo Porta sämtliche Punkte der Argentinier (vier Penalties, drei Dropgoals). Später zeichnete ihn der International Rugby Board als „besten Verbindungshalb der Welt“ aus.

## Spielplan
- Hintergrundfarbe grün = Sieg
- Hintergrundfarbe gelb = Unentschieden

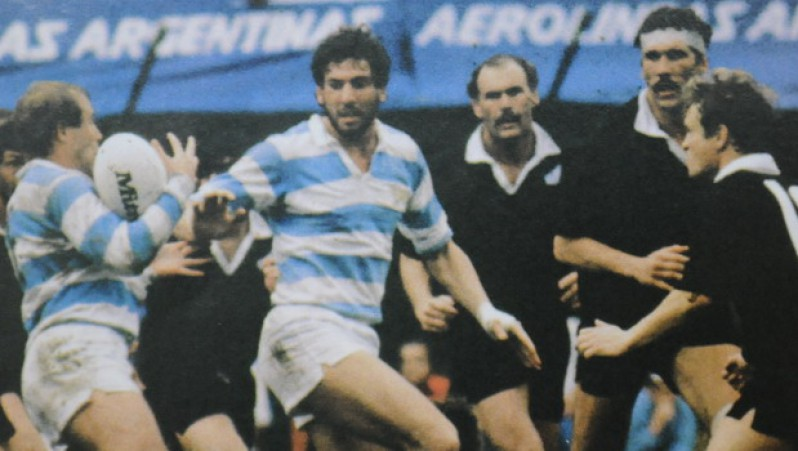
Spielszene im zweiten Test Match, das unentschieden endete

(Test Matches sind grau unterlegt; Ergebnisse aus der Sicht Neuseelands)
| # | Datum             | Gegner                         | Ort           | Stadion                    | Ergebnis |
| - | ----------------- | ------------------------------ | ------------- | -------------------------- | -------- |
| 1 | 12. Oktober 1985  | CA San Isidro                  | Buenos Aires  | Estadio Ferro Carril Oeste | 22:9     |
| 2 | 15. Oktober 1985  | Unión de Rugby de Rosario      | Rosario       | Jockey Club de Rosario     | 28:9     |
| 3 | 19. Oktober 1985  | Unión de Rugby de Buenos Aires | Buenos Aires  | Estadio Ferro Carril Oeste | 31:9     |
| 4 | 22. Oktober 1985  | Unión Cordobesa de Rugby       | Córdoba       | Estadio Chateau Carreras   | 72:9     |
| 5 | 26. Oktober 1985  | Argentinien                    | Buenos Aires  | Estadio Ferro Carril Oeste | 33:20    |
| 6 | 29. Oktober 1985  | Unión Marplatense de Rugby     | Mar del Plata | Estadio José María Minella | 56:6     |
| 7 | 02. November 1985 | Argentinien                    | Buenos Aires  | Estadio Ferro Carril Oeste | 21:21    |

## Test Matches
| 26. Oktober 1985 | Argentinien                                                          | 20 : 33         | Neuseeland                                                                                     | Estadio Ferro Carril Oeste, Buenos Aires Zuschauer: 30.000 Schiedsrichter: Kerry Fitzgerald (Australien) |
| 26. Oktober 1985 | Versuche: Cuesta Silva Lanza Straftritte: Porta (3) Dropgoals: Porta | (14:15) Bericht | Versuche: Crowley Hobbs Kirwan (2) Erhöhungen: Crowley Straftritte: Crowley (4) Dropgoals: Fox | Estadio Ferro Carril Oeste, Buenos Aires Zuschauer: 30.000 Schiedsrichter: Kerry Fitzgerald (Australien) |

Aufstellungen:
- Argentinien: Jorge Allen, Eliseo Branca, Diego Cash, Alejandro Cubelli, Diego Cuesta Silva, Guillermo Holmgren, Juan Lanza, Pedro Lanza, Bernardo Miguens, Gustavo Milano, Fernando Morel, Tomás Petersen, Hugo Porta , Fabián Turnes, Ernesto Ure
- Neuseeland: Kieran Crowley, Grant Fox, Craig Green, Andy Haden, Jock Hobbs , David Kirk, John Kirwan, Steve McDowall, Brian McGrattan, Murray Mexted, Murray Pierce, Hika Reid, Victor Simpson, Mark Shaw, Warwick Taylor 
 Auswechselspieler: Alan Whetton

| 2. November 1985 | Argentinien                                 | 21 : 21        | Neuseeland                                                                 | Estadio Ferro Carril Oeste, Buenos Aires Zuschauer: 30.000 Schiedsrichter: Kerry Fitzgerald (Australien) |
| 2. November 1985 | Straftritte: Porta (4) Dropgoals: Porta (3) | (9:18) Bericht | Versuche: Green Kirwan (2) Mexted Erhöhungen: Crowley Straftritte: Crowley | Estadio Ferro Carril Oeste, Buenos Aires Zuschauer: 30.000 Schiedsrichter: Kerry Fitzgerald (Australien) |

Aufstellungen:
- Argentinien: Jorge Allen, Eliseo Branca, Diego Cash, Alejandro Cubelli, Diego Cuesta Silva, Guillermo Holmgren, Juan Lanza, Pedro Lanza, Bernardo Miguens, Gustavo Milano, Fernando Morel, Tomás Petersen, Hugo Porta , Fabián Turnes, Ernesto Ure 
 Auswechselspieler: Sergio Carossio, Rafael Madero
- Neuseeland: Kieran Crowley, Craig Green, Andy Haden, Jock Hobbs , John Kirwan, David Loveridge, Steve McDowall, Brian McGrattan, Murray Mexted, Hika Reid, Mark Shaw, Victor Simpson, Wayne Smith, Warwick Taylor, Gary Whetton